# Amarillo
Pour les articles homonymes, voir Amarillo (homonymie).
Amarillo (en anglais [ˌæməˈrɪloʊ]) est une ville américaine située dans le nord du Texas, dans les hautes plaines de l'État, le Texas Panhandle. Sa population s’élevait à 190 695 habitants lors du recensement de 2010, estimée à 199 826 habitants en 2017 C'est le siège du comté de Potter et une partie de la ville se prolonge dans le comté de Randall. Amarillo est traversée par la célèbre Route 66, la seule étape texane d'importance sur la « route-mère ». Le nom d'Amarillo dérive du lac Amarillo voisin, nommé pour le sol jaune de ses rivages (« amarillo » est le mot espagnol pour la couleur jaune).

## Lieux d'intérêt

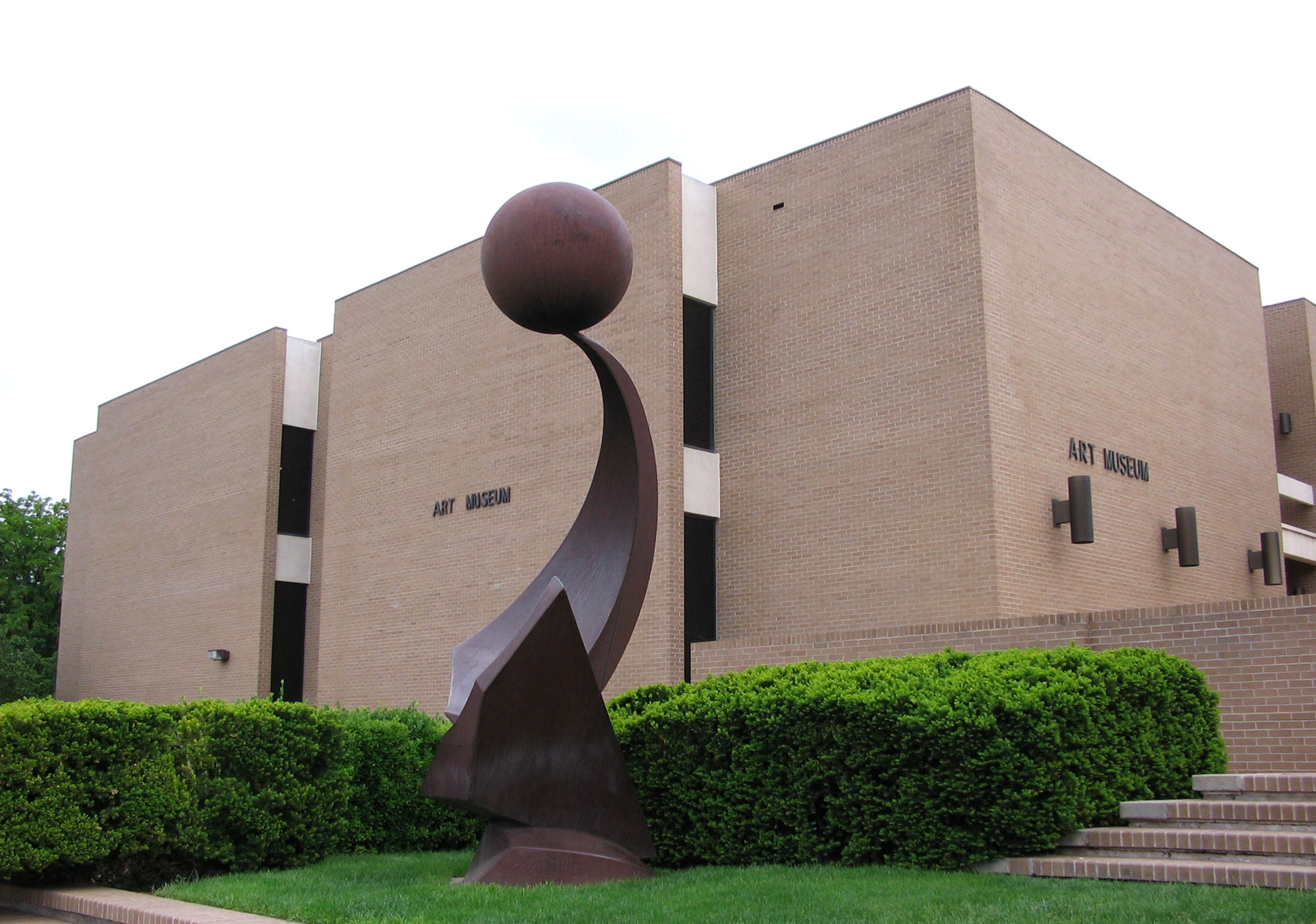
Amarillo Museum of Art

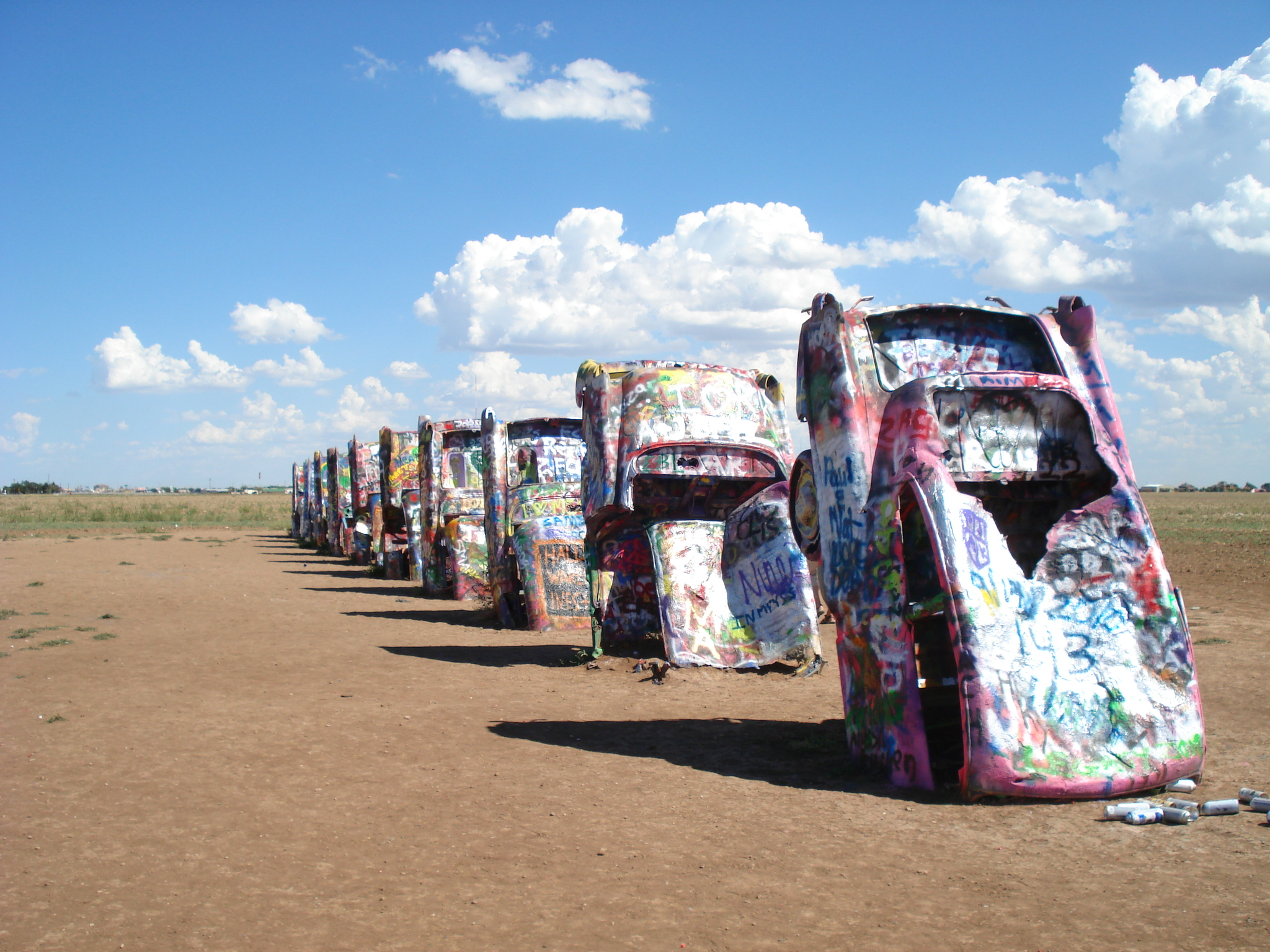
Cadillac Ranch

- Cadillac Ranch : Monument rendant hommage à l'ère de l'automobile, situé dans un champ en bordure de l'Interstate 40. Constitué de 10 Cadillac enfoncées dans la terre dans le même angle que les pyramides d'Égypte. Il a été créé par l'excentrique artiste Stanley Marsh III en 1974. L'entrée gratuite se fait par un portillon en fer, il faut ensuite traverser le champ pour accéder aux voitures.
- Panhandle-Plains Historical Museum
- American Quarter Horse Hall of Fame and Museum
- Kwahadi Kiva Indian Museum
- Amarillo Museum of Art : Musée d'art situé sur le site du Collège d'Amarillo. Rénové en 2004.
- The Big Texan Steak Ranch : adjacent à un motel et à une piscine de la forme du Texas (sortie 74 de l'I40). Fameux restaurant connu pour son steak de 72 oz (2 kg) gratuit si vous le mangez en entier en une heure mais avec tout ce qui est servi avec, légumes, pain, sauce, boisson[1]...
- Livestock Auction : L'une des plus grandes ventes aux enchères de bétail du Texas. Ouvert au public, le restaurant Stockyard Cafe sert les clients durant la journée.
- Parc d'État de Palo Duro Canyon : Le canyon de Palo Duro est le deuxième canyon des États-Unis par ses dimensions, après le Grand Canyon du Colorado[1]. Palo Duro est un parc administré par l'État, situé au sud-est d'Amarillo.
- Legs : Monument inspiré par Mary Shelley, créé par Stanley Marsh. Situé près de la ville de Canyon au sud d'Amarillo.

## Histoire
En avril 1887, J.T Berry établit un site pour une nouvelle ville. Au préalable il avait choisi une section de la route en cours de construction conduisant de Fort-Worth à Denver City qui soit bien alimentée en eau. Berry et des marchands de Colarado City voulaient faire de la nouvelle ville une plaque tournante du commerce dans la région. Le 30 août 1887 le site de la ville de Berry gagna les élections pour devenir le siège du comté de Potter. Après cette victoire électorale, les facilités qu'offraient la route et les services de transport permirent à la ville de se développer rapidement en tant que plaque tournante du commerce du bétail.
L'implantation s'appelait à l'origine Oneida. Mais le nom d'Amarillo lui fut substitué par la suite.
Par la suite la découverte de gaz naturel en 1918 et de pétrole trois ans plus tard dans la région amenèrent des compagnies pétrolières.

## Géographie et climat
Amarillo est située non loin du milieu de la queue de poêle du Texas. La ville appartient à la région géophysique de la Llano Estacado, un plateau à la surface relativement plate et mal drainée. En raison de ce drainage insuffisant du sol, une bonne partie des eaux de pluie s'évaporent, s'infiltrent dans le sol ou alimentent des lacs temporaires appelés playas. 
À 64 km au nord-est d'Amarillo coule la rivière Canadian qui marque la limite nord de la Llano Estacacado. Le cours de la rivière est barré pour former le lac de Mérédith, une importante source d'eau courante pour la ville et sa région. La ville est située près du Panhandle Field, un champ pétrolifère et de gaz naturel couvrant une surface de 800 km2 .
Amarillo bénéficie d'un climat semi-aride (type BSk selon la classification de Köppen).Il est caractérisé par des descentes d'air froid en provenance du nord se manifestant notamment par des blizzards en hiver et des étés chauds et assez humides. Les températures records à y avoir été enregistrées sont de 42,0 °C et de −21,0 °C. Amarillo est situé sur la bordure ouest de la Tornado Alley.
| Mois                              | jan. | fév. | mars | avril | mai  | juin | jui. | août | sep. | oct. | nov. | déc. | année |
| --------------------------------- | ---- | ---- | ---- | ----- | ---- | ---- | ---- | ---- | ---- | ---- | ---- | ---- | ----- |
| Température minimale moyenne (°C) | −6   | −3,6 | 0,4  | 5,6   | 10,9 | 15,9 | 18,6 | 17,7 | 13,6 | 6,9  | 0,2  | −4,6 | 6,3   |
| Température maximale moyenne (°C) | 9,4  | 11,6 | 16,4 | 21,9  | 26,2 | 30,9 | 33,2 | 31,7 | 27,7 | 22,5 | 15,4 | 10,4 | 21,4  |
| Précipitations (mm)               | 13   | 15   | 24   | 25    | 63   | 94   | 66   | 82   | 51   | 35   | 17   | 11   | 497   |
| dont neige (cm)                   | 9,7  | 11,7 | 7,4  | 1,5   | 0    | 0    | 0    | 0    | 0    | 0,8  | 4,8  | 7,1  | 42,96 |

## Démographie
| Groupe            | Amarillo | Texas | États-Unis |
| ----------------- | -------- | ----- | ---------- |
| Blancs            | 77,0     | 70,4  | 72,4       |
| Autres            | 9,5      | 10,5  | 6,4        |
| Afro-Américains   | 6,6      | 11,9  | 12,6       |
| Asiatiques        | 3,2      | 3,8   | 4,8        |
| Métis             | 2,9      | 2,7   | 2,9        |
| Amérindiens       | 0,8      | 0,7   | 0,9        |
| Total             | 100      | 100   | 100        |
|                   |          |       |            |
| Latino-Américains | 28,8     | 37,6  | 16,7       |

En 2010, la population latino-américaine est majoritairement composée de Mexicano-Américains, qui représentent 24,7 % de la population totale de la ville.
Selon l'American Community Survey, pour la période 2011-2015, 76,71 % de la population âgée de plus de 5 ans déclare parler l'anglais à la maison, alors que 18,89 % déclare parler l'espagnol, 0,88 % le vietnamien, 0,55 % une langue africaine et 2,96 % une autre langue.

## Culture
- Le chanteur de country George Strait a composé Amarillo by Morning. Kevin Fowler, autre chanteur de country, est natif de la ville.
- Sur l'album The Fall du groupe de rock alternatif anglais Gorillaz, le titre de la piste 10 est Amarillo. Celle-ci y a été enregistrée le 23 octobre 2010.
- Amarillo est le titre du cinquième tome de Blacksad, une partie de l'aventure se déroule dans la ville du même nom.

## Économie
Amarillo est connue pour la production d'hélicoptères, d'hélium et pour le site Pantex où sont démantelées une partie des armes nucléaires retirées du service par les forces armées américaines.
Amarillo possède un aéroport (Rick Husband Amarillo International Airport (en), code AITA : AMA).
La légendaire route 66 qui relie Chicago à Santa Monica en Californie passe au nord du Texas par la ville d'Amarillo.

## Sports
Amarillo Dillas : Équipe de baseball indépendante qui joue au Potter County Memorial Stadium (construit en 1949) dans la United League Baseball.

## Médias
Amarillo Globe-News - quotidien

## Personnalités
- George Saunders (1958-), écrivain américain, prix Booker.
- Brandon Slay (1975-); champion olympique de lutte en 2000.
- Cyd Charisse (1922-2008), Comédienne et danseuse américaine.